# Zev van Melick
Zev van Melick (Arnhem, 6 januari 1997) is een Nederlands voetballer die bij voorkeur als middenvelder speelt.

## Clubcarrière
Van Melick is een product van de jeugdopleiding van MVV Maastricht. In de voorbereiding van het seizoen 2015/16 werd hij bij de eerste selectie gehaald. Van Melick maakte op 11 december 2015 zijn debuut in de Eerste divisie in de met 6−2 gewonnen thuiswedstrijd tegen RKC Waalwijk. Hij kwam vijf minuten voor tijd het veld in als vervanger van Jordy Croux. Dat bleef zijn enige optreden totdat zijn contract medio 2018 afliep. Hij vervolgde zijn loopbaan in België bij Bilzerse Waltwilder VV en later bij Spouwen-Mopertingen.

### Carrièrestatistieken
| Seizoen                       | Club            | Land            | Competitie      | Competitie | Competitie | Beker | Beker | Internationaal | Internationaal | Overig | Overig | Totaal | Totaal |
| Seizoen                       | Club            | Land            | Competitie      | Wed.       | Dlp.       | Wed.  | Dlp.  | Wed.           | Dlp.           | Wed.   | Dlp.   | Wed.   | Dlp.   |
| ----------------------------- | --------------- | --------------- | --------------- | ---------- | ---------- | ----- | ----- | -------------- | -------------- | ------ | ------ | ------ | ------ |
| 2015/16                       | MVV Maastricht  | Nederland       | Eerste divisie  | 1          | 0          | 0     | 0     | 0              | 0              | 0      | 0      | 1      | 0      |
| 2016/17                       | MVV Maastricht  | Nederland       | Eerste divisie  | 0          | 0          | 0     | 0     | 0              | 0              | 0      | 0      | 0      | 0      |
| 2017/18                       | MVV Maastricht  | Nederland       | Eerste divisie  | 0          | 0          | 0     | 0     | 0              | 0              | 0      | 0      | 0      | 0      |
| Carrière totaal               | Carrière totaal | Carrière totaal | Carrière totaal | 1          | 0          | 0     | 0     | 0              | 0              | 0      | 0      | 1      | 0      |
| Bijgewerkt tot 5 oktober 2017 |                 |                 |                 |            |            |       |       |                |                |        |        |        |        |